# Bârnova
Bârnova est une commune roumaine située dans le județ de Iași.